# Matt Wieters
Matthew Richard Wieters (Goose Creek, Carolina del Sur, 21 de mayo de 1986), más conocido como Matt Wieters, es un exjugador profesional estadounidense de béisbol que se desempeñó en la posición de lanzador en las Grandes Ligas de Béisbol (MLB). Logró obtener dos Guantes de Oro.

## Carrera
Wieters jugó como profesional ocho temporadas en Baltimore Orioles (2009-2016), después pasó a Washington Nationals (2017-2018), luego a St. Louis Cardinals, donde jugó dos temporadas (2019-2020), y fue el equipo en el que se retiró.

## Premios
Fue galardonado con el Guante de Oro en dos oportunidades (2011 y 2012).